# Джебелска река
Джебелска река (стари имена Дерменчай и Дермендере) е река в Южна България, област Кърджали, общини Ардино, Джебел и Момчилград ляв приток на Върбица. Дължината ѝ е 26 km. Отводнява високите централни части на рида Жълти дял и северните склонове на Устренски рид в Източните Родопи.
Джебелска река извира на 1100 м н.в., в рида Жълти дял на Източните Родопи, на около 1,3 km на запад-северозапад от връх Алада 1241 м, най-високата точка на рида). До село Мак тече на изток, а след това до устието си на югоизток, в широка алувиална и обезлесена долина. Влива се отляво в река Върбица, на 256 м н.в., на 1 km южно от село Загорско, община Момчилград.
Реката има широк, силноразчленен и слабозалесен водосборен басейн, като площта му е 118 km2, което представлява 9,8% от водосборния басейн на река Върбица.
Основни притоци: → ляв приток, ← десен приток
- ← Рожденско дере
- → Кюпрюдере
- ← Чайдере
- ← Чиранджикдере
- ← Кърмъзъдере

Реката е основно с дъждовно подхранване, като максимумът е през месец януари, а минимумът – август-септември. Средногодишният отток при Джебел е 1,5 m3/s.
По течението на реката са разположени 4 селища, в т.ч. 1 град и 3 села:
- Община Ардино – Гърбище, Мак;
- Община Джебел – Тютюнче, Джебел.

В средното и долното течение водите на реката масово се използват за напояване на обработваемите площи по долината ѝ, заети от тютюневи насаждения.

## Топографска карта
- Лист от карта K-35-87. Мащаб: 1 : 100 000.